# Clavette (Charente-Maritime)
Pour les articles homonymes, voir Clavette.
Clavette est une commune du Sud-Ouest de la France située dans le département de la Charente-Maritime (région Nouvelle-Aquitaine).
Ses habitants sont appelés les Clavetaises et les Clavetais.

## Géographie

### Communes limitrophes
|                | Bourgneuf | Montroy   |
| Saint-Rogatien | Clavette  |           |
| La Jarne       |           | La Jarrie |

### Hameaux et lieux-dits
La commune comprend un centre-bourg regroupé et notamment une partie du hameau de Pommerou, très paysagé en espace agricole et partagé avec la commune de Saint-Rogatien, et le lieu-dit Croix-Fort à l'Est, limitrophe avec les communes de La Jarrie, Saint-Médard-d'Aunis, Saint-Christophe et Montroy.

## Urbanisme

### Typologie
Au 1er janvier 2024, Clavette est catégorisée petite ville, selon la nouvelle grille communale de densité à 7 niveaux définie par l'Insee en 2022.
Elle est située hors unité urbaine. Par ailleurs la commune fait partie de l'aire d'attraction de La Rochelle, dont elle est une commune de la couronne,. Cette aire, qui regroupe 72 communes, est catégorisée dans les aires de 200 000 à moins de 700 000 habitants,.

### Occupation des sols
L'occupation des sols de la commune, telle qu'elle ressort de la base de données européenne d’occupation biophysique des sols Corine Land Cover (CLC), est marquée par l'importance des territoires agricoles (90,1 % en 2018), en diminution par rapport à 1990 (92,6 %). La répartition détaillée en 2018 est la suivante : 
terres arables (90,1 %), zones urbanisées (9,9 %). L'évolution de l’occupation des sols de la commune et de ses infrastructures peut être observée sur les différentes représentations cartographiques du territoire : la carte de Cassini (XVIIIe siècle), la carte d'état-major (1820-1866) et les cartes ou photos aériennes de l'IGN pour la période actuelle (1950 à aujourd'hui).

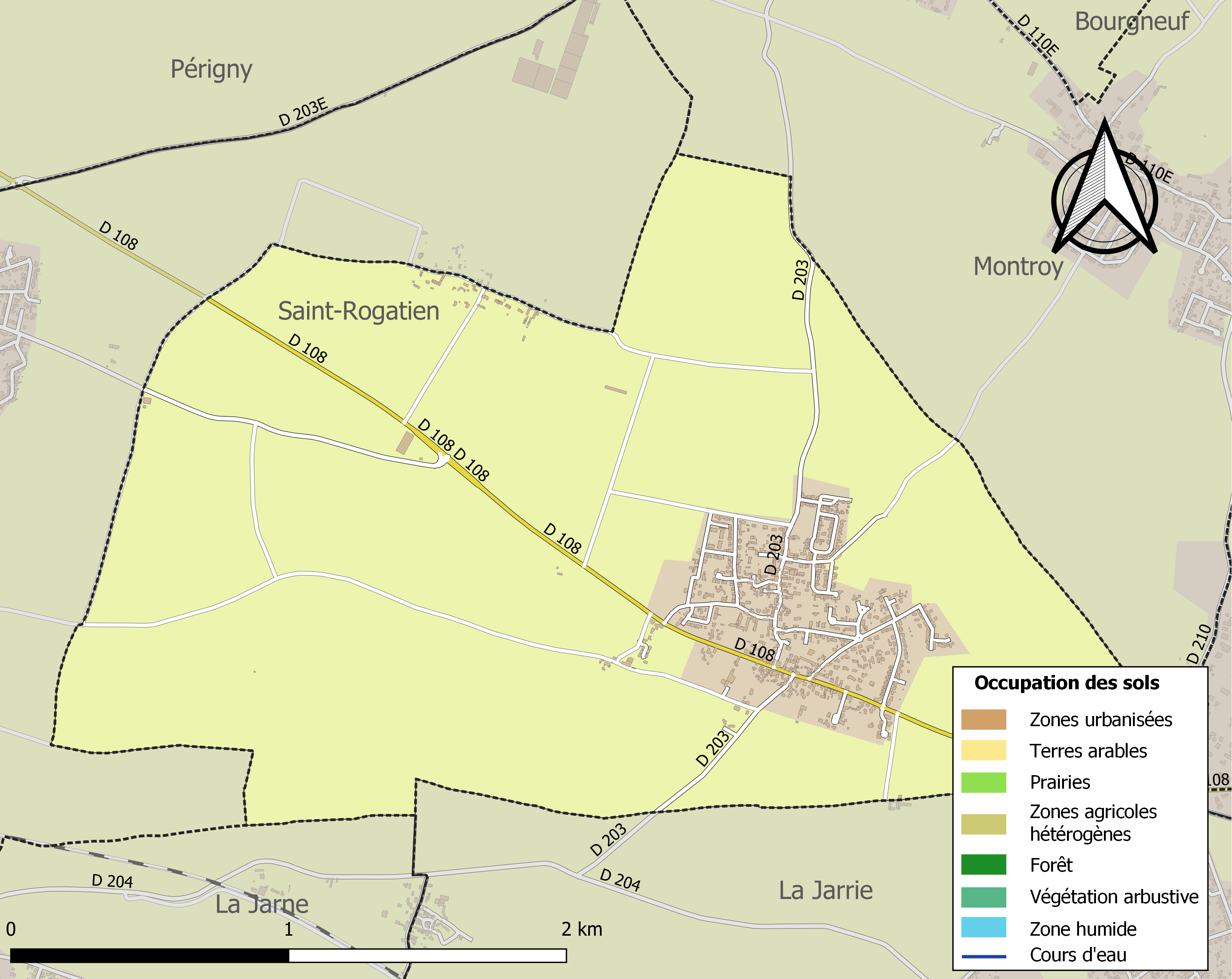
Carte des infrastructures et de l'occupation des sols de la commune en 2018 (CLC).

### Risques majeurs
Le territoire de la commune de Clavette est vulnérable à différents aléas naturels : météorologiques (tempête, orage, neige, grand froid, canicule ou sécheresse) et séisme (sismicité modérée). Il est également exposé à un risque technologique,  le transport de matières dangereuses. Un site publié par le BRGM permet d'évaluer simplement et rapidement les risques d'un bien localisé soit par son adresse soit par le numéro de sa parcelle.

#### Risques naturels
Par ailleurs, afin de mieux appréhender le risque d’affaissement de terrain, l'inventaire national des cavités souterraines permet de localiser celles situées sur la commune.
La commune a été reconnue en état de catastrophe naturelle au titre des dommages causés par les inondations et coulées de boue survenues en 1982, 1999 et 2010. Concernant les mouvements de terrains, la commune a été reconnue en état de catastrophe naturelle au titre des dommages causés par des mouvements de terrain en 1999 et 2010.

#### Risques technologiques
Le risque de transport de matières dangereuses sur la commune est lié à sa traversée par une ou des infrastructures routières ou ferroviaires importantes ou la présence d'une canalisation de transport d'hydrocarbures. Un accident se produisant sur de telles infrastructures est susceptible d’avoir des effets graves sur les biens, les personnes ou l'environnement, selon la nature du matériau transporté. Des dispositions d’urbanisme peuvent être préconisées en conséquence.

## Toponymie
Diminutif du latin Clavis, clef.

## Histoire
Elle dépendait au Moyen Âge de la baronnie de Châtelaillon pour une petite partie Sud-Est et de la commanderie de Bourgneuf (fief des Hospitaliers) pour une petite partie Nord.

## Politique et administration

### Liste des maires
| Période                                  | Période  | Identité             | Étiquette | Qualité                                 |
| ---------------------------------------- | -------- | -------------------- | --------- | --------------------------------------- |
| avant 1981                               | 2008     | André Brisson        | PRG       | Instituteur - Ancien Conseiller général |
| 2008                                     | 2014     | Thierry Caugnon      | PS        | Retraité                                |
| 2014                                     | En cours | Sylvie Guerry-Gazeau | DVG       | Cadre supérieur                         |
| Les données manquantes sont à compléter. |          |                      |           |                                         |

## Population et société

### Évolution démographique
L'évolution du nombre d'habitants est connue à travers les recensements de la population effectués dans la commune depuis 1793. Pour les communes de moins de 10 000 habitants, une enquête de recensement portant sur toute la population est réalisée tous les cinq ans, les populations de référence des années intermédiaires étant quant à elles estimées par interpolation ou extrapolation. Pour la commune, le premier recensement exhaustif entrant dans le cadre du nouveau dispositif a été réalisé en 2007.

En 2022, la commune comptait 1 423 habitants, en évolution de +4,86 % par rapport à 2016 (Charente-Maritime : +4,04 %, France hors Mayotte : +2,11 %).
| 1793 | 1800 | 1806 | 1821 | 1831 | 1836 | 1841 | 1846 | 1851 |
| ---- | ---- | ---- | ---- | ---- | ---- | ---- | ---- | ---- |
| 453  | 452  | 475  | 446  | 519  | 529  | 517  | 512  | 516  |

| 1856 | 1861 | 1866 | 1872 | 1876 | 1881 | 1886 | 1891 | 1896 |
| ---- | ---- | ---- | ---- | ---- | ---- | ---- | ---- | ---- |
| 530  | 565  | 536  | 508  | 556  | 501  | 448  | 401  | 355  |

| 1901 | 1906 | 1911 | 1921 | 1926 | 1931 | 1936 | 1946 | 1954 |
| ---- | ---- | ---- | ---- | ---- | ---- | ---- | ---- | ---- |
| 304  | 277  | 298  | 265  | 257  | 245  | 264  | 277  | 306  |

| 1962 | 1968 | 1975 | 1982 | 1990 | 1999 | 2006 | 2007 | 2012  |
| ---- | ---- | ---- | ---- | ---- | ---- | ---- | ---- | ----- |
| 298  | 309  | 319  | 438  | 592  | 711  | 883  | 908  | 1 290 |

| 2017  | 2022  | - | - | - | - | - | - | - |
| ----- | ----- | - | - | - | - | - | - | - |
| 1 380 | 1 423 | - | - | - | - | - | - | - |

## Culture locale et patrimoine

### Lieux et monuments
- Groupe scolaire Pierre PerretÉglise Notre-Dame-de-l'Assomption.

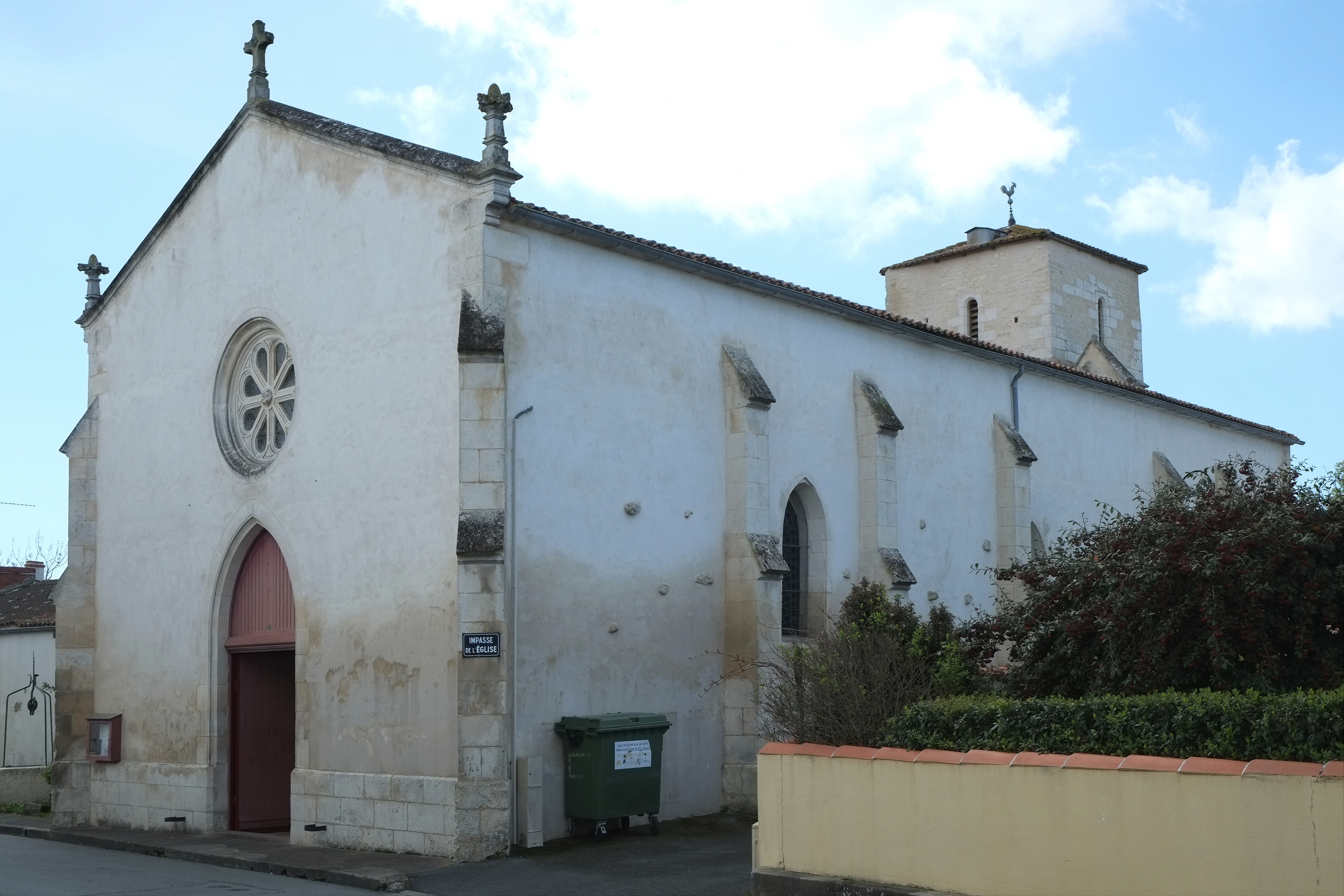
Église Notre-Dame-de-l'Assomption.

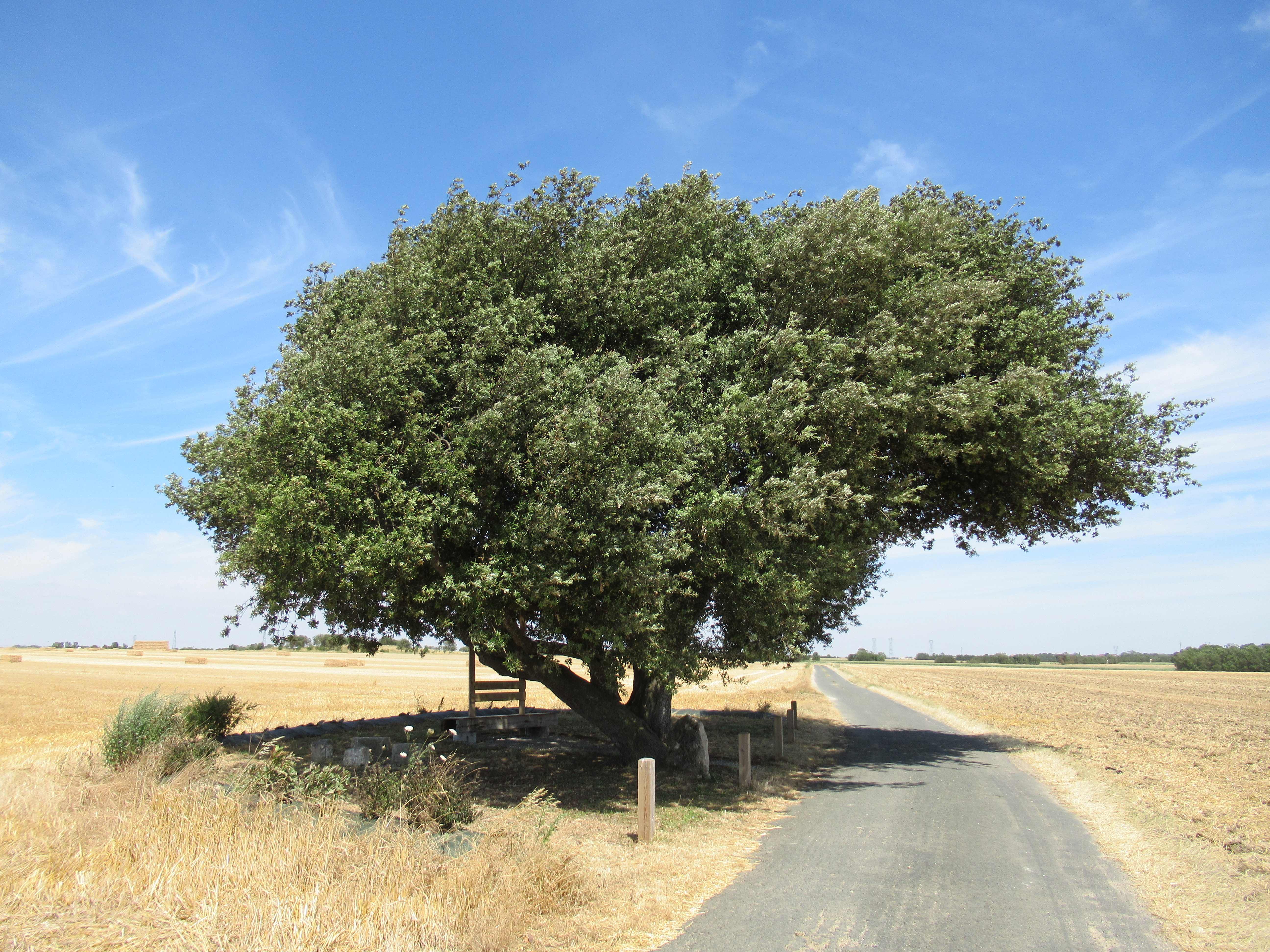
Chêne vert

- "Chemin du Chapitre" pousse un chêne multi-centenaire qui est classé au patrimoine des plus beaux arbres de France depuis 2017[15] 46° 08′ 23″ N, 1° 03′ 26″ O.

### Personnalités liées à la commune
- Maurice Roy (1865-1915), homme politique né à Clavette, député de la Charente-Maritime de 1906 à 1910.